# جوليوس إدغار ليلينفيلد
جوليوس إدغار ليلينفيلد (بالألمانية: Julius Edgar Lilienfeld) (18 أبريل 1882 - 28 أغسطس 1963) فيزيائي ومهندس كهربائي نمساوي مجري-أمريكي، يُعزى له الفضل في أول براءات اختراع ترانزستور تأثير المجال عام 1925 والمكثف الكهرلي عام 1931. لم تحز براءة اختراعه للترانزستور ذي التأثير المجالي على الشهرة المرجوة نظراً لعدم تمكنه من نشر مقالات دفتر ملاحظاته العلمية ولأن مواد أشباه الموصلات عالية النقاء لم تكن متاحة بعد، مما تسبب في ارتباك المخترعين اللاحقين.

## نشأته وتعليمه
ولد ليلينفيلد لعائلة يهودية بمدينة ليمبرغ بالإمبراطورية النمساوية المجرية (لفيف بأوكرانيا حالياً). درس في جامعة فريدريك فيلهلمز (جامعة هومبولت حالياً) ببرلين ما بين عامي 1900 و1904 والتي حصل فيها على درجة الدكتوراه، ثم توجه للعمل كأستاذ مؤقت بمعهد الفيزياء بجامعة لايبتزغ.

## مسيرته
شهدت مسيرة ليلينفيلد المبكرة في جامعة لايبتزغ قيامه بعمل مبكر هام على التفريغ الكهربائي في «الفراغ» بين الأقطاب المعدنية، منذ عام 1910 فصاعداً. كان شغفه المبكر هو توضيح مدى التغيير الحادث على هذه الظاهرة مع تحسين تقنيات إعداد الفراغ. وقد كان مسؤولاً أكثر من أي عالم آخر عن تعريف انبعاث الإلكترون المجالي كتأثير فيزيائي مستقل داعياً إياه «الانبعاث الإلكتروني التلقائي»، وكان مهتماً بهذا التأثير كمصدر إلكتروني محتمل لأنابيب الأشعة السينية المصغرة في التطبيقات الطبية. عُد ليلينفيلد مسؤولاً عن أول تقرير موثوق باللغة الإنجليزية لعلم دراسة الظواهر التجريبية لانبعاث الإلكترون المجالي في عام 1922. تم شرح التأثير من قبل رالف فاولر ولوثار نوردهايم في عام 1928.
انتقل ليلينفيلد إلى الولايات المتحدة في عام 1921 ليواصل مطالباته لبراءات الاختراع الخاصة به، واستقال من منصبه في جامعة لايبتزغ ليبقى بشكل دائم في الولايات المتحدة في عام 1926. وفي عام 1928 بدأ العمل في أمراد بمدينة مالدن بولاية ماساتشوستس، والذي سُميَ فيما بعد بمعامل أبحاث إرجون المملوكة من قبل ماغنافوكس والتي أُغلقت في عام 1935.
أجرى ليلينفيلد في الولايات المتحدة أبحاثاً على أغشية أكسيد الألومنيوم الأنودية، والتي تلاها تسجيل براءة اختراع المكثف الكهرلي في عام 1931. كما اخترع ترانزستور شبيه بذي التأثير المجالي حيث قدم العديد من براءات الاختراع التي تصف تركيب وتشغيل الترانزستورات، بالإضافة إلى العديد من ميزات الترانزستورات الحديثة. (تم منح براءة الاختراع الأمريكية رقم 1,745,175 لترانزستور شبيه بـ FET في 28 يناير 1930.) وعندما حاول والتر براتين وجون باردين وزميلهم الكيميائي روبرت غيبني فيما بعد الحصول على براءات اختراع لأجهزتهم الأولى، تم رفض معظم مطالباتهم بسبب براءات اختراع ليلينفيلد.
تيمناً بمكتشفه الأول، يسمى الإشعاع البصري المنبعث عندما تضرب الإلكترونات سطحًا معدنيًا بالقرب من أنود الأشعة السينية «إشعاع ليلينفيلد». ينسب أصله إلى إثارة البلازمونات المتواجدة في السطح المعدني.